# Matti Manninen
Matti Manninen (Pori, 20 de julio de 1992) es un ciclista finlandés.

## Palmarés
2015
- 1 etapa del Baltic Chain Tour

2016
- 1 etapa del Tour de Szeklerland
- Dookoła Mazowsza, más 1 etapa

2017
- Campeonato de Finlandia en Ruta
- 1 etapa del Tour de Hungría[1]